# 불가리아 왕국
불가리아 왕국(불가리아어: Царство България 차르스트보 벌가리야) 또는 불가리아 제3차르국(불가리아어: Третото българско царство 트레토토 차르스트보 벌가리야)은 1908년 9월 22일에 불가리아 일대에 수립된 왕국으로 불가리아 공국이 승격되어 형성된 전제군주제 국가였다. 
이 나라는 존재할 동안 수전쟁에 연류되어 발칸의 프로이센이라고 조롱받았다. 1940년 무능한 불가리아 왕실은 제2차 세계 대전에 추축국으로 참전하는 최악의 악수를 두었고, 연합군의 폭격을 받고 초토화가 되었다. 
결국 민심은 점점 왕실을 저버렸고 마침내 1944년 불가리아 쿠데타로 절대왕정이 붕괴되며 입헌군주제로 전환되었다.

## 역사
오스만 제국의 제후공국이던 불가리아는 1878년 러시아-투르크 전쟁 이후 오스만 제국으로부터 자치권을 얻어 내고, 1908년에 페르디난드 1세가 차르위를 선포한다. 1912년 제1차 발칸 전쟁(발칸 동맹국과 오스만 제국과의 전쟁)에서 승리한 불가리아는 남부 트라키아 지방과 마케도니아 지방의 일부를 얻었으나 영토 분배를 둘러싸고 발칸 동맹 내부 간에 대립이 심화되었다. 불가리아는 마케도니아 전체를 얻으려는 욕심에 1913년에 세르비아 왕국과 그리스 왕국에 선전포고를 하여 제2차 발칸 전쟁을 일으켰다. 그러나 루마니아 왕국과 오스만 제국까지 가세하여 불가리아는 패배하였고, 서마케도니아는 그리스 왕국과 세르비아 왕국에게, 동트라키아는 오스만 제국에게 할양해야 했다. 결국 이 전쟁은 당시 국제 정세와 맞물려 제1차 세계 대전의 원인이 되었고, 이 전쟁에서 옛 후원자인 러시아 제국을 배신하고 독일 제국 편에 붙었던 불가리아는 패배하여 페르디난드 1세는 퇴위하고 아들인 보리스 3세가 뒤를 이었다. 또한 뇌이 조약으로 불가리아의 영토가 축소되었으며 서트라키아를 그리스 왕국에 빼앗기고 말았다.
보리스 3세는 1923년 민주정을 대표하던 농민당의 알렉산더르 스탐볼리스키 총리를 암살하고 청년 장교들과 경찰들의 도움을 얻어서 독재 정치를 선포하였다. 그리고 그는 아돌프 히틀러의 나치 독일과와 동맹을 맺으면서 제2차 세계 대전에서 추축국 편에 섰다. 그러나 1943년, 히틀러와 격렬한 논쟁 끝에 불가리아로 돌아가던 그는 나치주의자에게 암살당하고 어린 아들 시메온 2세(불가리아가 1990년에 민주화되고 나서 나중에 총리가 된 인물이다. 총리로는 2001년부터 2005년까지 재임했다.)가 즉위했으나 그는 소련군에 의해 폐위되고 1946년 게오르기 디미트로프를 중심으로 한 공산주의 정부가 수립되었다.

## 역대 차르
- 페르디난트 1세 (1908년~1918년)
- 보리스 3세 (1918년~1943년)
- 시메온 2세 (1943년~1946년)

## 같이 보기
- 불가리아의 역사